# Хасэгава, Син
Син Хасэгава (яп. 長谷川慎, родился 31 марта 1972 года в Киото) — японский регбист, выступавший на позициях пропа и хукера, позже регбийный тренер.

## Игровая карьера
Заниматься регби начал в возрасте 4 лет. Играл за команду школы Ситиё на позиции хукера, в составе команды школы Хигасияма выступал на позиции пропа. Учился в университете Тюо на юридическом факультете, где снова играл в регбийном клубе университета на позиции хукера. Окончил вуз в 1994 году, после окончания вуза перешёл в состав клуба «Сантори Санголият», в составе которого провёл всю свою игровую карьеру.
В 1995 году в составе сборной региона Канто он сыграл против Новой Зеландии. В 1997 и 1998 годах в составе клуба «Сантори» доходил до финала любительского чемпионата команд предприятий, а в 2000 и 2002 годах становился победителем Всеяпонского чемпионата. В 2001 году вместе с «Сантори» обыграл в товарищеском матче сборную Уэльса.
В составе сборной Японии он дебютировал 29 июня 1997 года в матче против Гонконга. В составе сборной Японии он выступал на чемпионатах мира 1999 (три матча) и 2003 годов (четыре матча), суммарно сыграв 7 матчей в финальных частях. Свою последнюю игру он сыграл 27 октября 2003 года против США в Госфорде, всего он провёл 40 матчей, занеся одну попытку (5 набранных очков).

## Стиль игры
На основе международного опыта, полученного на Кубке мира 1999 года, Хасэгава старался усилить свои игровые качества как пропа, в связи с чем начал укреплять плечевой пояс. В схватках, по его словам, самым важным было не двигать ноги, чтобы противник не опрокинул его, а постараться притиснуться ближе к хукеру и понадеяться, что фланкеры и локи помогут перетолкать противника По его словам, в матче против Аргентины на Кубке мира 1999 года (поражение 12:33) ему пришлось столкнуться с одной из наиболее серьёзных схваток в его карьере, хотя в матче того же турнира против Уэльса (15:64) схватка была сильнее.
Самой сильной в своей карьере он считал схватку Франции на Кубке мира 2003 года (29:51), противостояние с которой стало для него мотивацией для будущей карьеры тренера по регби, специализирующегося на тренировках схваток. В том матче он играл на позиции левого столба (пропа) и противостоял французскому столбу Жану-Батисту Пу и хукеру Яннику Брю: в одной из схваток он, казалось, сумел побороть французов, однако в этот момент Пу исчез из поля зрения, а дальше Хасэгава наткнулся на двух французских замков (локов).

## Тренерская карьера
После завершения игровой карьеры Хасэгава стал тренером форвардов клуба «Сантори Санголиат», а в 2015 году занял аналогичный пост в «Ямаха Жубилу».
29 августа 2019 года был назначен тренером схватки в сборной Японии в канун домашнего чемпионата мира. 18 сентября 2023 года занял аналогичную должность перед чемпионатом мира во Франции.